# Bonney Lake
Bonney Lake – miasto w Stanach Zjednoczonych, w stanie Waszyngton, w hrabstwie Pierce.